# Cova de l'Or
La Cova de l'Or est située dans la municipalité de Beniarrés, dans la communauté valencienne, en Espagne. C’est un site néolithique daté des VIe et Ve millénaire av. J.-C. On y a trouvé une grande quantité de vestiges, qui sont conservés au Musée de la préhistoire de Valence et au Musée Archéologique Municipal Camil Molto Visedo de Alcoy.

## Localisation
La grotte est située dans la partie sud-ouest de la Serra Benicadell, dans la vallée de la rivière Serpis, à une altitude de 650 mètres.

## Description
La cavité est formée par un hall allongé, de 24 mètres de profondeur et 8 mètres de large, dans le sens sud-ouest ou nord-est. Le sol de la grotte est légèrement incliné vers l'intérieur. À l’intérieur de la grotte se trouvent de gros blocs et des stalagmites.
C’est une grotte qui présente d'excellentes conditions d’occupation. C’est pourquoi elle a accueilli vers 5 600 av. J.-C. un groupe d'agriculteurs.
La quantité et la qualité des vestiges découverts dans la Cova de l'Or a donné lieu à de nombreuses interprétations sur ses fonctions possibles, telles qu'un espace de rassemblement ou un lieu de stockage des excédents pour la redistribution lors des cérémonies, à moins d'avoir servi à plusieurs d'entre elles.

## Historique

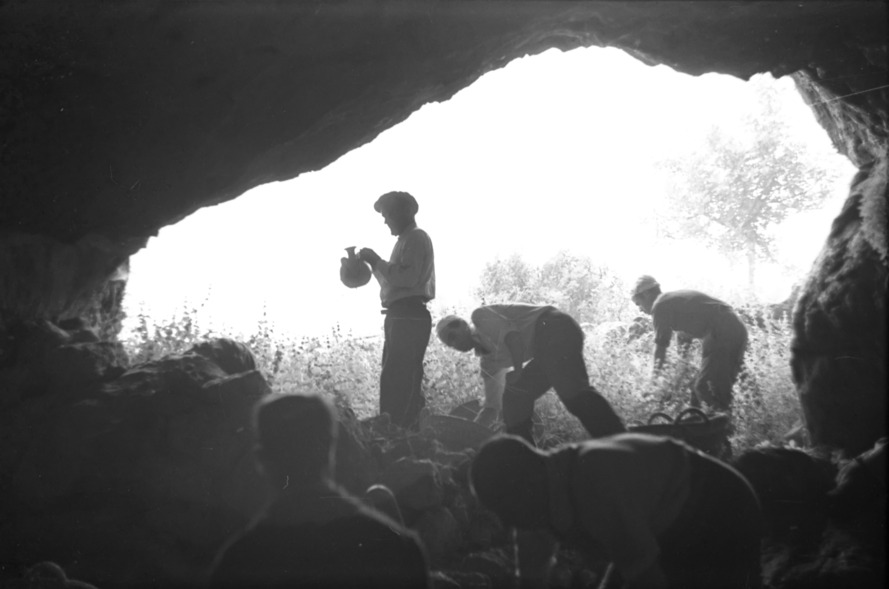
Les travailleurs de la Cova de l'Or, 1955

C’est à Rafael Parde Ballester que l’on doit sa découverte. Il fit une première étude en 1933. Trois ans plus tard, il effectua la première fouille extensive de la grotte. Après la guerre civile espagnole (1936-1939), cette tâche ne pourra se poursuivre que vers les années 1950, par Vicente Pascual Perez, qui entre 1952 et 1954 a déposé au Musée d’Alcoy une sélection de morceaux de céramiques trouvées dans la grotte.
C’est en 1955 que le service de recherche préhistorique de la Députation de Valence prendra en charge les fouilles sous la surveillance de Vicente Pascual Pérez lui-même et de J. San Valero. Ces travaux se poursuivront jusqu'en 1958. Dans ces fouilles est mis en évidence l’importance du site dans le néolithique Valencien, un fait qui a été confirmé par l’ultérieure étude de M. Hopf grâce aux céréales carbonisées datées par le carbone 14 vers 5550 av. J.-C.. En même temps on trouve dans ces fouilles, dans les secteurs F et H, une série de tubes réalisés avec des os.
À la fin de 1967 et au début de 1968, et à la suite des mesures prises par les membres de la Sección Arqueológica del Centro Excursionista de Alcoy, en collaboration avec le musée, on a commencé à faire des fouilles dans les secteurs appelés J et K. C’est alors que furent établies les différentes strates archéologiques et découvertes des pièces qui aujourd’hui forment un ensemble unique sans stratigraphie car on ne connaît pas leur provenance.
En 1975, la fouille a été reprise sous la direction de Vicente Pascual. L'équipe du SIP et Bernat Martí Oliver a continué les travaux jusqu'en 1958[Jusqu'à quand ?]. Ils ont trouvé encore plusieurs pièces mettant en évidence une industrie osseuse dans le secteur K.

## Environnement
Lorsque les premiers groupes néolithiques se sont installés dans la vallée du Perputxent, on avait déjà atteint le point culminant de la température et de l'humidité de la période de l'Atlantique. Ces conditions ont favorisé la forêt méditerranéenne.
Vers 5600 av. J.-C., ce paysage commence à subir une transformation profonde et la Cova de l'Or nous révèle l'empreinte de ces groupes humains. Les analyses anthracologiques menées dans les environs montrent une diminution rapide des forêts pour créer des prairies qui permettent le pâturage et l'agriculture.

## Occupants

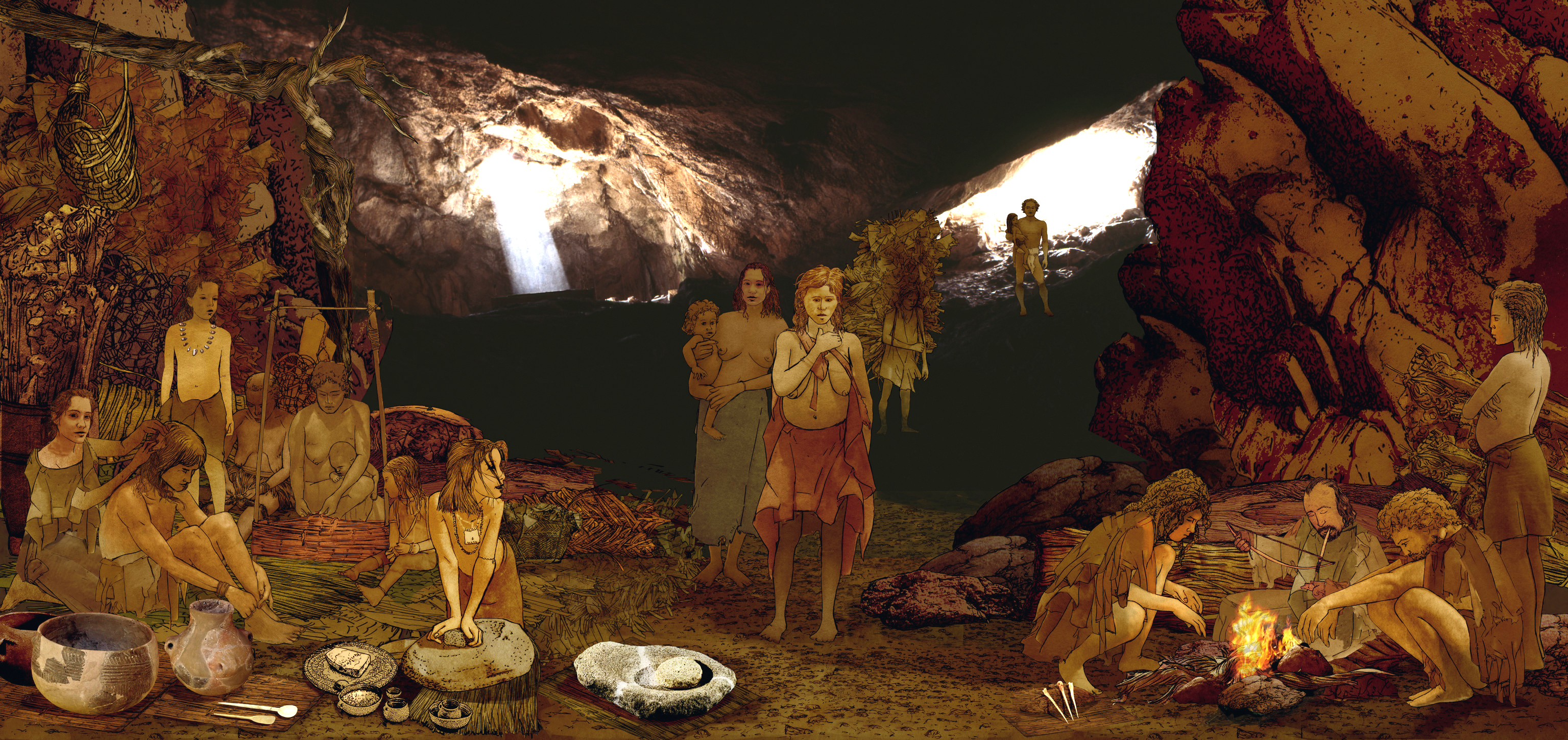
Reconstructio de la vie néolithique dans la Cova de l'Or

Les habitants de la grotte ont été appelés Communauté Benicadell-Serpis Moyen. Ces groupes n’étaient pas très nombreux (20 à 30 personnes). La communauté comprenait la Cova de l'Or et d'autres colonies voisines qui furent vraisemblablement des occupations contemporaines. Aux alentours, on trouve la Cova Negra de Gaianes, la Cova del Frontó, la Cova de l’Almud et l’établissement a l’air libre de Benàmer. Ce sont des ensembles de différents types mais qui sont proches géographiquement. Les grottes de la même communauté ne sont pas à plus de 10 kilomètres l’une de l’autre.

## Vestiges

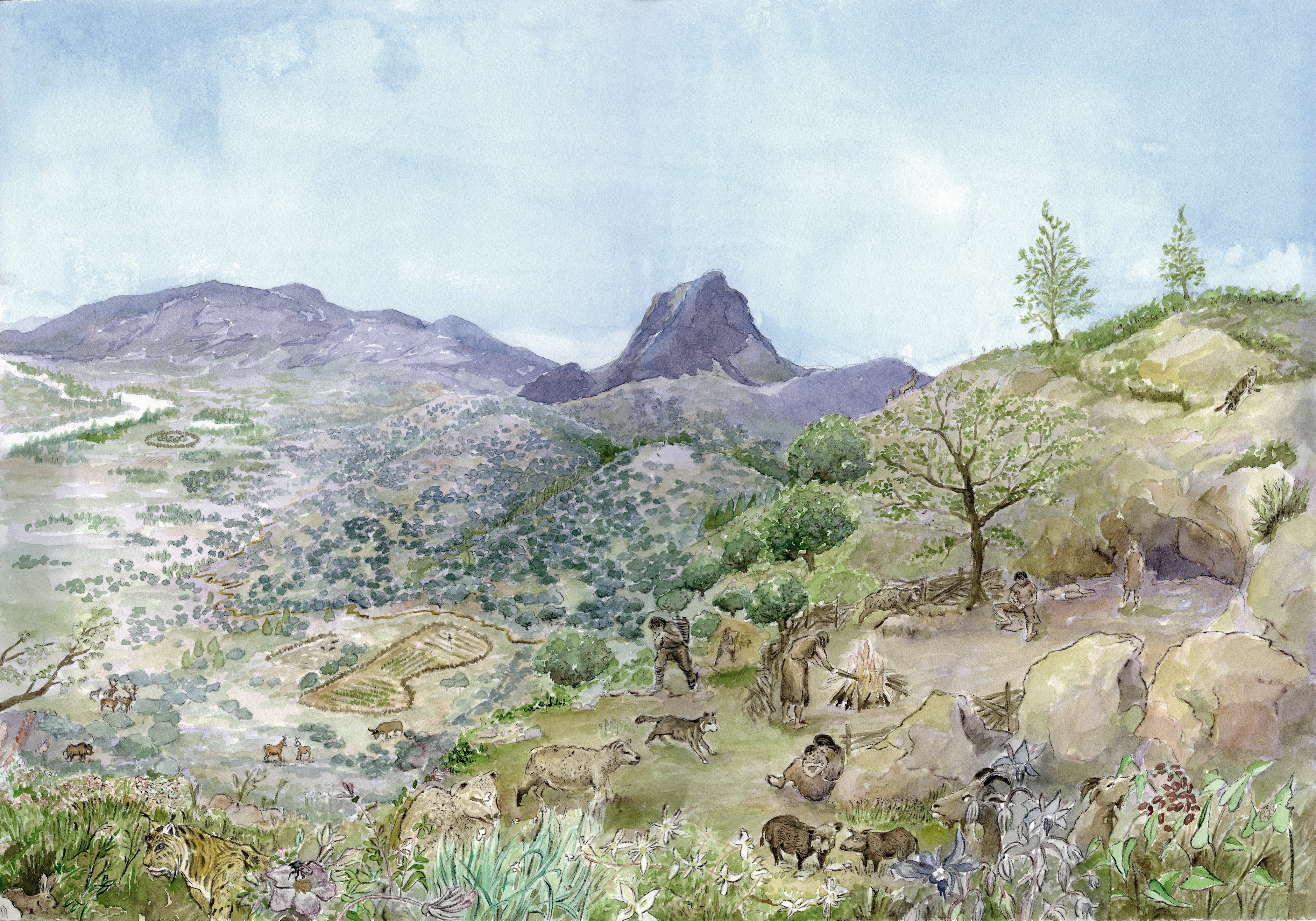
Paysage de la flore et la faune de la Cova de l'Or au Néolithique

La séquence stratigraphique de la grotte montre l'évolution du Néolithique Valencien à partir du milieu du sixième millénaire, avec l'apparition de la culture des céréales et de l'élevage des animaux, ainsi que la céramique et la pierre polie.
Le genre de vie de l’agriculteur incitait à fabriquer de nouveaux objets, tels que des récipients en céramique qui étaient utilisés pour la cuisson et le stockage. Les lames de silex étaient utilisées comme des couteaux, ou comme faucilles. Les haches polies étaient utilisées pour le travail du bois, et les cuillères d’os nous confirment les changements dans les habitudes alimentaires, maintenant à base de céréales et de légumineuses. L'étude des restes trouvés dans la grotte nous permet de connaitre le mode de vie de cette communauté.

### Flore
À l'intérieur de la grotte ont été trouvés des restes abondants de graines carbonisées qui montrent la récolte des céréales de la région. Parmi ces graines ont été identifiées entre autres : le blé, l'orge, les petits pois, les lentilles et les haricots.

### Faune
Les animaux qui prédominent sont de type domestique, des ovicapridés en particulier les moutons et les porcs et en moindre mesure la vache et le chien. Parmi les animaux sauvages, on a trouvé des restes de lapins, cerfs, chevreuils, lièvres, sangliers, bouquetins et aurochs.
On a découvert beaucoup de vestiges de mollusques, la plupart d'entre eux étant des éléments décoratifs tels que des coquillages perforés ainsi que des récipients de stockage de colorants.

### Industrie lithique

#### Silex
On trouve dans cette grotte de nombreuses pièces de silex : des feuilles retouchées avec des marques d’usage, ainsi que des éléments de faucille, foreurs et objets géométriques comme des trapèzes ou des segments de cercle. Dans la dernière phase du Néolithique apparaissent des pointes de flèches retouchées bifaciales et des feuilles plus longues. Ce sont des objets étroitement liés aux activités agricoles et d'élevage.
Les dernières recherches ont étudié l’utilisation d'une série de pièces lithiques en silex. Ces éléments de faucilles ont été insérés de manière oblique sur des faucilles incurvées, formant des bords dentelés. Ces outils sont conformes à ceux qui ont été utilisés dans les régions d’Andalousie et dans l'Est péninsulaire.

#### Pierre polie
En plus des objets fabriqués en silex, on trouve aussi des instruments faits en pierre polie comment les haches et les herminettes destinées au travail du bois. Aussi on y découvre des bracelets décoratifs faits avec le même matériel.

### Céramique
La plupart des restes de céramiques sont exposés aujourd'hui dans le Musée de la Préhistoire de Valencia et dans le Musée Archéologique Municipal Camil Visedo Molto de Alcoy.

#### Céramique figurative
Les dernières recherches sur la poterie trouvée dans la Cova de l'Or montrent plusieurs décorations avec des figures anthropomorphes, qui correspondent aux manifestations rupestres de l'art macro-schématique.
Dans ces céramiques, on a trouvé des représentations de figures humaines avec les bras et les mains levées. Les barres verticales sont également un détail important sur ces céramiques : elles finissent avec d'autres plus courtes obliques pour indiquer les extrémités de la manière anthropomorphique en X ou Y que l'on appelle l'art schématique ancien. Il existe plusieurs hypothèses au sujet de ces figures, depuis la représentation d’une personne qui danse, jusqu'à des motivations religieuses de la figure humaine. 
On a également trouvé un certain nombre de représentations d'animaux tels que les chèvres, des biches et des cerfs et d’autres très schématisée.

#### Céramique avec une décoration non-figurative
De ces céramiques on a effectué des études extensives et détaillées , divisant la production et les différents types de céramiques et la classant en fonction de l’époque et de leur décoration.

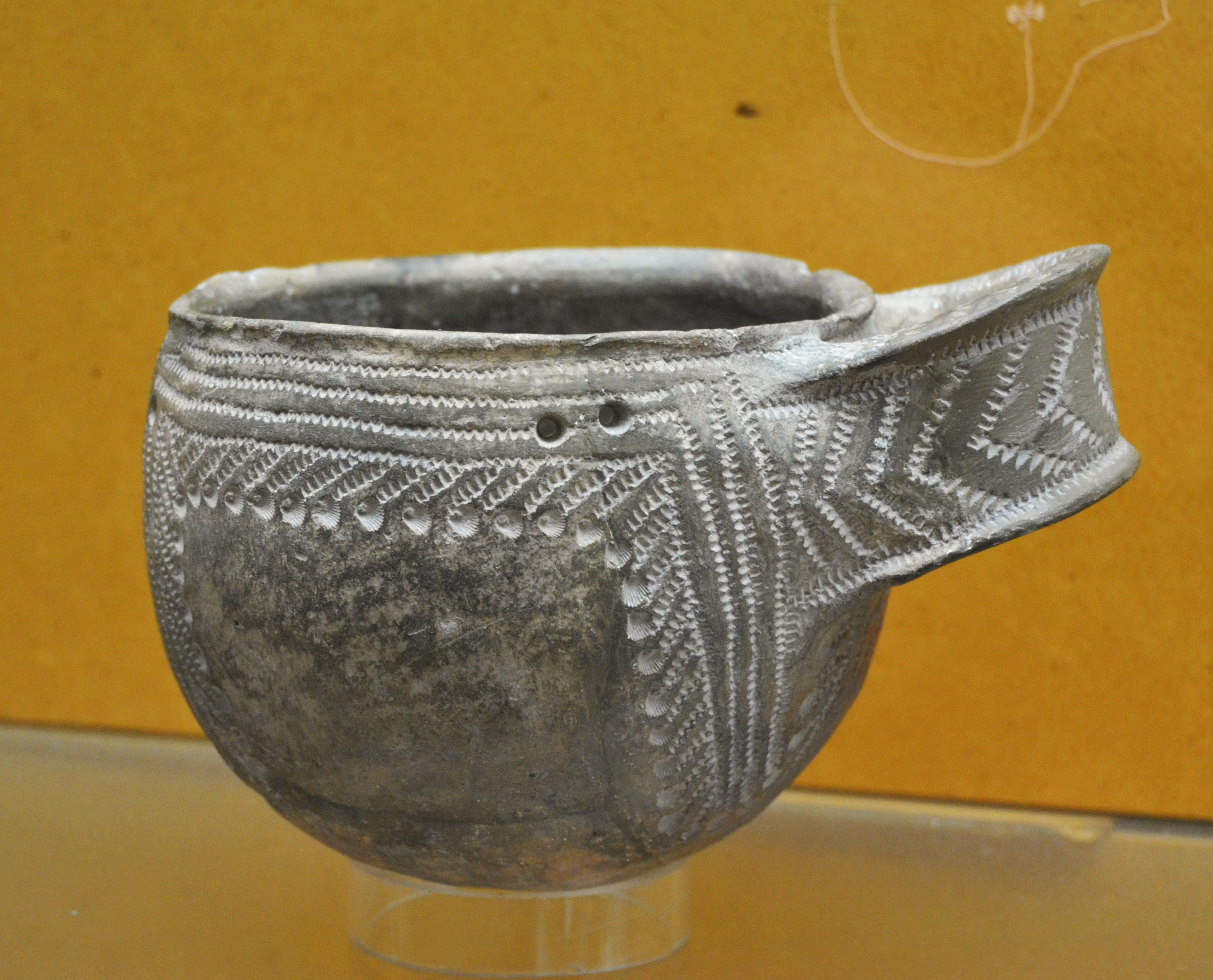
Verre avec décor cardial imprimé

La première occupation correspond à l’époque néolithique ancienne. Les céramiques de cette période se caractérisent par leur décoration avec des cordes imprimées ainsi que la décoration cardiale. La technique du cardial est représentée dans toutes ses variétés et elle y est présente dans toutes les couches stratigraphiques inférieures de la grotte. À À cette époque s’est aussi développée une variété de motifs figuratifs. C'est la période pendant laquelle la Cova de l'Or est habité avec une grande intensité. Cela coïncide avec la production maximale de céramique de la variété la plus complexe de décorations et de techniques. La décoration la plus représentée reste le cardial, devant la décoration des cordes imprimées et lisses, bien que la présence de ces dernières soit rare. C’est à ces dates que commence à apparaitre plus régulièrement la décoration de gradina.
Dans la période suivante, les techniques décoratives subissent une rupture par rapport aux niveaux précédents. Le pourcentage de céramique non décoré augmente et les premières céramiques peignées commencent à remplacer la décoration gradina et la céramique cardiale, dont le pourcentage diminue remarquablement dans cette période. La décoration de lacets est encore présente, mais les lacets lisses commencent à être plus utilisés que ceux d’impression. Le décor gradina atteint maintenant sa plus haute représentation.
Au Ve millénaire commence le Néolithique moyen. Sa principale caractéristique est le remplacement de la céramique avec des décorations cardiales par des céramiques incisées, nervurées, et imprimées. Les céramiques avec leurs surfaces peignées atteignent maintenant leur représentation maximale. C’est à ce moment-là que l'occupation de la grotte est moins intense et interrompue, ce qui fait que le registre stratigraphique est plus maigre.
La séquence stratigraphique se termine vers 4300 av. J.-C. La principale caractéristique de cette période est la céramique avec décoration sgraffite.

### Industrie osseuse

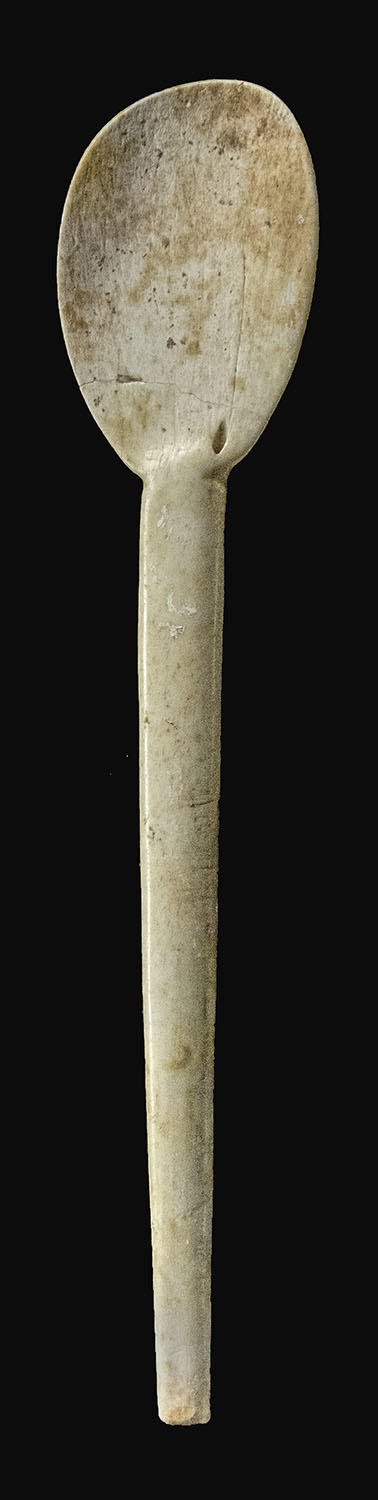
Cuillère en os de la Cova de l'Or

Dans la Cova de l'Or sont apparus beaucoup d'éléments de matière osseuse, des cuillères, des poinçons, des spatules, des aiguilles, des poignées, des anneaux, de la décoration pour le corps et une diversité d’autres éléments qui sont communs dans divers domaines de la même période.
Les tubes d'os sont les éléments les plus étranges trouvés dans la grotte, la plupart d'entre eux ont été faits de radius et de cubitus de grands oiseaux tels que des vautours ou des aigles de différents genres.
Aujourd'hui ils ont été identifiés comme étant des instruments de musique, type flûtes de pan ou flûtes type sifflets, bien que d'autres hypothèses suggèrent que ces tubes soient pour aspirer une sorte de liquide. Ces types d'éléments ont été trouvés dans des contextes, des chronologies, et des sites néolithiques différents, ce qui indique que c’est un élément très répandu.
La plupart de ces tubes d'os proviennent des campagnes de fouilles menées entre 1955 et 1958 dans les secteurs F et H. Entre 1975 et 1984, 3 autres tubes du secteur K ont été découverts.
Ces types d'éléments ont été trouvés aussi dans des grottes du Paléolithique supérieur ; ce n’est donc pas une invention de la période néolithique. Les études récentes ont conclu qu'ils pouvaient être des instruments de musique tels que des flûtes, le nombre de tubes de cette grotte permet de penser que cet ensemble d’os ne forme pas un seul instrument. Les extrémités des tubes auraient pu être fermées avec de la cire ou de l'argile, ou bien simplement couvertes avec les doigts lorsque l’on les utilisait.

### Colorants
L’hématite et le cinabre sont les deux matières colorantes découvertes dans la Cova de l'Or. Les deux sont d'origine minérale, de couleur rougeâtre.

#### Hématite
L'hématite est le colorant le plus fréquent et le plus rencontré à l'intérieur de la grotte, car son obtention était très simple et il était très abondant dans le contexte régional. Ce type de pigment a été également découvert dans des grottes voisines comme dans la Cova de la Sarga ou la Cova Fosca Vall d'Ebo. Dans les fouilles de 1952 on a trouvé un récipient du néolithique ancien qui contenait de l’hématite en poudre .
Le traitement de la matière première de l'hématite se faisait dans la même grotte car on a découvert à l'intérieur d’elle des outils utilisés comme des moulins, des broyeurs, des cuillères et autres, le tout, recouvert de pigment rouge. L’hématite était utilisée pour plusieurs fonctions dont la plus importante était la décoration de la production de céramique et d’autres ornements.

#### Cinabre
Le cinabre a été trouvé dans une coquille de type Glycimeris. Celle-ci était souvent utilisée comme une cuillère pour manipuler la matière première ou pour stocker de petites quantités de ce produit. Grâce à de récentes études archéométriques, on a constaté que ce pigment rouge n’était pas une hématite, mais un sulfure de mercure. À ce jour, il n'y a pas de documentation sur l'utilisation du cinabre dans d'autres sites Néolithiques Valenciens, en dehors des contextes funéraires et mégalithiques.
Le cinabre de la Cova de l'Or subit un processus de broyage pour le transformer en poudre et ainsi pouvoir l’utiliser plus facilement. Son emploi est moins fréquent que l'hématite, car il est plus difficile à extraire. Son utilisation est difficile à déduire, mais on pense qu'il pouvait être utilisé pour ses propriétés antiseptiques et comme conservateur.